# Radni logor Rečka
Radni logor Rečka (mađ. Recski kényszermunkatábor ) bio je radni logor kojim je od 1950. do 1953. godine upravljala mađarska državna sigurnosna služba Államvédelmi Hatóság.

## Zemljopisni položaj
Nalazio se južno od Rečke, sjeverno od današnjeg zaštićenog krajobraza Matre, blizu jednog kamenoloma.

## Povijest
Osnovan je po uzoru na Gulag i ine komunističke logore. Vodila ga je od 1950. do 1953. godine mađarska državna sigurnosna služba ÁVH koja je onamo odvodila osumnjičenike na prisilni rad. Logor je bio na zlu glasu. Među stotinjak većih i manjih radnih logora ovaj se isticao i važio je kao "mađarski Gulag". Ondje su završili i brojni Hrvati iz Mađarske, koji su onamo bili internirani za vrijeme rakošijevskog poretka.
Onamo je odvedeno 1500 osoba a da ih sudovi još nisu bili osudili. Zatočenici ovog logora živjeli su ispod najmanjih dopustivih uvjeta življenja, prisiljeni na teški tjelesni rad u kamenolomu. Logorašima se stalno prijetilo, osoblje ih je mučilo i uskraćivalo im hranu.
Dugo je vremena ovaj logor bio tajnim. Do danas se zna za dva uspjela pokušaja bijega.
Jednom je bjeguncu uspjeo bijeg. Pobjegao je u Čehoslovačku, no kad je do njega došla vijest da su mu uhitili nekoliko članova obitelji, prijavio se policiji.
Drugi je bijeg ostavio jači trag. Dana 20. svibnja 1951. osmorica su zatočenika izvela bijeg tako da se jedan odjenuo kao stražar, a preostala sedmorica glumila su zatvorenike koje je ta njihov kolega preodjeven u stražara pratio na rad izvan logora. Skoro sve bjegunce su uhitili, ali jedan je uspio domoći se zapada. Stigao je u Beč. U Radiju Slobodnoj Europi pročitana su imena 600 zatvorenika. Time je razbijena tajnost logora, obitelji zatvorenika dobile su prvi put neku vijest o svojim nestalim bližnjima o tome da su živi, a Zapad je doznao da postoji ovaj logor.
Nakon Staljinove smrti ožujka 1953. godine novoimenovani je premijer Imre Nagy naložio zatvoriti logor za prisilni rad i internaciju u Rečci. Zgrade i ograde su srušene, tako da u biti ništa glavnog od njega nije ostalo. 
Istinu se nije moglo skriti. Nakon političkih promjena, područje se identificiralo, jedna ili dvije zgrade su obnovljene prema sjećanjima preživjelih i prema sačuvanim fotografijama, a radi spomena na žrtve i opomene budućim naraštajima na opasnosti od komunističkog zla.
Masovna grobnica osoba koje su ubili organi komunističkih vlasti do danas nije otkrivena.
O užasnom ozračju koje je vladalo ovim logorom i nakon oslobođenja 1953. godine pisao je u svom autobiografskom romanu Sunčani dani u paklu mađarski književnik György Faludy, i sam zatočenik ovog logora:
"Onda je važilo ovo: šuti do groba ili ćeš u grob. Sve što rečeš vanjskom svijetu o okolnostima kako si dospio ovdje, mjestu gdje se ovo nalazi ili razlozima zbog kojih si interniran kaznit će se zatvorom od 6 godina. Članovi obitelji su napućeni da ako ih tko pita za zatočenog člana obitelji koji se pojavio, da kažu da je bio na istraživačkom putovanju u Sovjetskom savezu, a policiji moraju prijaviti sve one koji pitaju previše."
Spomenik žrtvama podignut je kojih 600 metara južnije od upravne zgrade. 1996. je godine otvoren Nacionalni spomen-park Rečka u kojem se nalazi ovaj spomenik. Posjetitelji mogu vidjeti promatračnicu, barake za spavanje te dio ograde od bodljikave žice.

## Filmovi
- Recsk 1950-1953, dokumentarni film; redatelj: Géza Böszörményi i Lívia Gyarmathy, 86 min., 1988.
- Szökés (Bijeg), igrani film; redatelj: Lívia Gyarmathy, scenarij: Géza Böszörményi, 96 min, 1997.